# Stade de la Mosson
Stade de la Mosson je multifunkční stadion ve francouzském městě Montpellier. Využívá se především pro fotbalová utkání místního klubu Montpellier HSC. Kapacita stadionu je 32 900 diváků.

## Historie
K otevření stadionu v jeho první podobě došlo 13. ledna 1972. Byl postaven západně od Montpellier poblíž řeky Mosson, po které byl stadion pojmenován. Od té doby co byl otevřen prodělal dvě výraznější renovace, roku 1988 a 1997 (kvůli MS 1998) společně se zvýšením kapacity až na 35 500 míst. Další přestavbou pošel před Mistrovství světa v rugby 2007, kdy byl položen nový trávník, nainstalovány dvě videostěny a obnoveny světlomety a jeho kapacita byla snížena. 
Největším problémem stadionu je, že se nachází v blízkosti řeky Mosson. V roce 2002 a 2003 byl stadion zaplaven a jeho trávník a kabiny hráčů byly ponořeny. Na konci září 2014 zaplavil město Montpellier a stadion silné deště. Během pouhých několika hodin bylo 300 litrů na metr čtvereční, což je asi polovina obvyklých ročních srážek v regionu. Zaplavilo to hřiště a na tribuně místnosti jako šatny, tělocvična, mediální centrum a části kanceláří klubu. Výše poškození ve sportovním zařízení není dosud známa.
Stadion byl použit při mistrovství světa ve fotbale 1998, mistrovství světa v ragby 2007 a také při mistrovství světa ve fotbale žen 2019.

## Významné události na stadionu

### MS ve fotbale 1998
Během tohoto mistrovství se zde odehrálo pět zápasů základních skupin a jedno osmifinále :
- Maroko 2-2  Norsko
- Paraguay 0-0  Bulharsko
- Itálie 3-0  Kamerun
- Kolumbie 1-0  Tunisko
- Německo 2-0  Írán
- Německo 2-1  Mexiko

### MS v ragby 2007
Během světového šampionátu v ragby se zde odehrála celkem čtyři střetnutí :
- USA 15-25  Tonga
- Samoa 15-19  Tonga
- Austrálie 55-12  Fidži
- JAR 64-15  USA

### MS ve fotbale žen 2019
Během tohoto mistrovství se zde odehrálo pět zápasů:
- Kanada 1-0  Kamerun
- Austrálie 3-2  Brazílie
- JAR 0-4  Německo
- Kamerun 2-1  Nový Zéland
- Itálie 2-0  Čína